# آبشار (مهندسی شیمی)
آبشار در مهندسی شیمی به تأسیساتی گفته می‌شود که از بخش‌های مشابه پی‌درپی ساخته شده و محصول خروجی هر بخش محصول ورودی بخش بعدی است.تأسیسات آبشاری در جداسازی ایزوتوپ‌ها و تخلیص مواد بکار می‌رود.
در غنی‌سازی اورانیوم به روش مرکزگریز گازی نیز روش آبشاری بکار می‌رود.